# Шуленберг, Ральф
Ральф Шуленберг (нем. Ralf Schulenberg; род. 15 августа 1949, Эрфурт) — немецкий футболист, нападающий.

## Карьера

### Клубная карьера
Во взрослом футболе дебютировал в 1968 году в клубе «Рот-Вайсс» (Эрфурт), а на протяжении сезона 1967/68 выступал в его резервном составе.
В 1969 году Шуленберг покинул «Рот-Вайс» ради игры в «Динамо» (Берлин). Существуют предложения, что переход Шуленберга в клуб был компенсацией после ухода Гюнтера Вольфа, который покинул «Динамо» ради игры за «Рот-Вайс». Всего ему удалось забить 25 голов за «Динамо» в чемпионате ГДР.
Завершил карьеру футболиста в 1983 году в клубе «Арнштадт», за который с 1976 года выступал на непрофессиональном уровне.

### Карьера в сборной
В 1972 году Шуленберг был включён в состав национальной сборной ГДР, который выступал на футбольном турнире летних Олимпийских игр 1972 года. На турнире команде удалось завоевать бронзовую медаль.
Всего в составе сборной принял участие в трёх матчах, не забив ни одного гола.